# The Wizard's Chosen Few
The Wizard's Chosen Few è la prima raccolta del gruppo omonimo heavy metal del chitarrista tedesco Axel Rudi Pell. L'album è composto da due cd e fu distribuito nel 2000.

## Tracce

### CD1
1. Broken Dreams (inedita)

2. Carousel (da Oceans of Time)

3. The Masquerade Ball (da The Masquerade Ball)

4. Ghosthunter (inedita)

5. Oceans of Time (da Oceans of Time)

6. Still I'm Sad (cover di Ronnie James Dio)

7. Come Back to Me (da The Ballads II)

8. Burn/Purple Haze/Call her Princess (live)

9. Total Eclipse (da Magic)

10. Eternal Prisoner (da Eternal Prisoner)

### CD2
1. Fool Fool (da Black Moon Pyramid)

2. Casbah (da Between the Walls)

3. Snake Eyes (live)

4. Mistreated (live)

5. Magic (da Magic)

6. The Clown is Dead (da Magic)

7. Nasty Reputation (da Nasty Reputation)

8. Land of the Giants (da Nasty Reputation)

9. Hear you Calling Me (da Wild Obsession)

## Formazione

### CD1

#### Tracce 1-8
- Axel Rudi Pell - chitarra
- Johnny Gioeli - voce
- Ferdy Doernberg -tastierista
- Mike Terrana - batteria
- Volker Krawczak - basso

#### Traccia 9
- Axel Rudi Pell - chitarra
- Roland Grapow - voce
- Christian Wolff -tastierista
- Jörg Michael - batteria
- Volker Krawczak - basso

#### Traccia 10
- Axel Rudi Pell - chitarra
- Jeff Scott Soto - voce
- Kai Raglewski -tastierista
- Jörg Michael - batteria
- Volker Krawczak - basso

### CD2

#### Tracce 1-4
- Axel Rudi Pell - chitarra
- Jeff Scott Soto - voce
- Julie Greaux -tastierista
- Jörg Michael - batteria
- Volker Krawczak - basso

#### Tracce 5-6
- Axel Rudi Pell - chitarra
- Jeff Scott Soto - voce
- Christian Wolff -tastierista
- Jörg Michael - batteria
- Volker Krawczak - basso

#### Tracce 7-8
- Axel Rudi Pell - chitarra
- Bob Rock - voce
- Kai Raglewski -tastierista
- Jörg Michael - batteria
- Volker Krawczak - basso

#### Traccia 9
- Axel Rudi Pell - chitarra
- Charlie Huhn - voce
- George Hahn -tastierista
- Jörg Michael - batteria
- Joerg Deisinger - basso